# Rudolf Ismayr
Rudolf Ismayr (né le 14 août 1908 à Landshut et mort le 9 mai 1998 à Marquartstein) est un haltérophile allemand.

## Biographie
Rudolf Ismayr grandit à Landshut et Deggendorf en Basse-Bavière. Pendant son adolescence déjà, il pratique la natation, l'athlétisme et la gymnastique. Il commence alors, à l'âge de 16 ans, une carrière dans la boxe et l'haltérophilie. Après avoir obtenu son baccalauréat en 1928, il se rend à Munich où il rejoint le TSV 1860.
L'Allemand remporte la médaille d'or des championnats d'Europe d'haltérophilie 1931 à Luxembourg dans la catégorie des moins de 75 kg. Rudolf Ismayr est champion olympique dans la catégorie des moins de 75 kg lors des Jeux olympiques d'été de 1932 à Los Angeles avec un total de 345 kg aux trois mouvements. Médaillé d'argent aux championnats d'Europe 1933, il est médaillé d'or aux Championnats d'Europe d'haltérophilie 1934 et aux championnats d'Europe d'haltérophilie 1935 en moins de 75 kg. Il entame une amitié avec l'haltérophile américain Anthony Terlazzo et soutient la carrière de Josef Manger.
Aux Jeux olympiques d'été de 1936 à Berlin où il prête le serment olympique au nom de tous les athlètes, il obtient la médaille d'argent avec un total de 356,25 kg. Il obtient sa dernière médaille internationale aux Championnats du monde 1938 à Vienne avec une deuxième place, soulevant un total de 360 kg. En 1937, il rejoint le parti nazi de Adolf Hitler. Pendant la Seconde Guerre mondiale, Ismayr a combattu sur le front et était prisonnier de guerre après avoir été capturé par l'armée britannique. 
Après la guerre, contrairement à la plupart des champions de sport allemands des Jeux olympiques d'été de 1936, Ismayr a coupé tous les liens avec les nazis. Il est retourné en Allemagne de l'Ouest et est devenu un pacifiste populaire, a rejoint l'Union allemande pour la paix (DFU). Ismayr était un adversaire passionné de la réinstallation du service militaire obligatoire dans la Bundeswehr.
En 1980, il a été invité d'honneur aux championnats allemands d'haltérophilie et s'est opposé avec véhémence au boycott des Jeux olympiques d'été de 1980 à Moscou. À sa mort en 1998, Ismayr était le plus ancien champion olympique allemand vivant. 